# Sonronius arcuata
Sonronius arcuata är en insektsart som beskrevs av David D. Gillette och Baker 1895. Sonronius arcuata ingår i släktet Sonronius och familjen dvärgstritar. Inga underarter finns listade i Catalogue of Life.